# Shuzo Ohira
Shuzo Ohira (大平修三?, Ōhira Shūzō; Gifu, 6 marzo 1930 – Yokohama, 11 dicembre 1998) è stato un giocatore di go giapponese.

## Biografia
Nato a Gifu, divenne uno degli allievi del numeroso dojo di Minoru Kitani nel 1941. Nel 1947 superò l'esame da professionista venendo promosso al 2° dan già nello stesso anno. Nel 1963 raggiunse il massimo grado di 9º dan. Il primo grande successo in carriera fu la vittoria nel Nihon Ki-in Championship nel 1966, difendendo con successo il titolo per le successive tre edizioni prima di perderlo nel 1970 contro Yoshio Ishida. Nel 1977 vinse l'Hayago Championship e per tutti gli anni 80 fu una presenza fissa nelle fasi finali dei tornei Meijin e Honinbo, senza tuttavia mai aggiudicarseli. Nel 1987 realizzò una striscia record di 17 vittorie consecutive.
È morto a Yokohama, città in cui si era stabilito da tempo.

## Palmares
| Torneo                   | Vittorie      | Finalista |
| ------------------------ | ------------- | --------- |
| Nihon Ki-in Championship | 4 (1966-1969) |           |
| Hayago Championship      | 1 (1977)      | 1 (1969)  |
| Tengen                   |               | 1 (1975)  |
| NHK Cup                  |               | 1 (1978)  |
| IBM Cup                  |               | 1 (1990)  |
| Prime Minister Cup       | 1 (1960)      | 1 (1957)  |
| Totale                   | 6             | 5         |

| Controllo di autorità | VIAF (EN) 57999517 · ISNI (EN) 0000 0000 2341 3087 · LCCN (EN) n83202906 · GND (DE) 173354815 · NDL (EN, JA) 00058722 |